# Pave Cornelius
Pave Cornelius (død 253) var pave i den romersk-katolske kirke og blev kåret som helgen. Han blev valgt som pave i marts 251 i en periode, hvor den romerske kejser Decius ikke var så aktiv med forfølgelserne af de kristne. Hans valg blev modarbejdet af Novatian, som fastholdt synspunktet om, at ikke engang paverne kunne forlade alvorlige synder som mord, utroskab og frafald fra kristendommen, men at disse kun kunne forlades ved dommedag. Cornelius mente modsat, at paverne kunne forlade disse alvorlige synder. Med støtte fra Cyprianus vandt hans tilhængere striden, og han blev valgt som pave. Novatian flygtede fra Rom, men hans tilhængere dannede en sekt (novatianisme), der blev betragtet som kættersk af resten af kristenheden.
Af Cyprianus' skrifter, der bakkede op om Cornelius, fremgår det, at den romersk kirke på det tidspunkt havde 155 gejstlige og forsørgede omkring 1.500 enker og fattige.
Efter to års regering, mens Trebonianus Gallus var kejser, blev Cornelius forvist til Centuricellae (Civitavecchia), hvor han døde. Han fejres sammen med Cyprianus 16. september. Dette var dog ikke hans dødsdag, idet han døde i juni 253.